# Fred Sheffield
Frederick Jolley "Fred" Sheffield (nacido el 5 de noviembre de 1923 en Kaysville, Utah y fallecido el 8 de diciembre de 2009 en Tustin, California) fue un jugador de baloncesto estadounidense que disputó una temporadas en la BAA, además de jugar en la ABL y la EPBL. Con 1,88 metros de estatura, jugaba en la posición de alero.

## Trayectoria deportiva

### Universidad
Jugó durante su etapa universitaria con los Utes de la Universidad de Utah, con los que consiguió ganar el Torneo de la NCAA en 1944. Ese año fue además campeón nacional universitario de salto de altura.

### Profesional
Comenzó su andadura profesional en los Philadelphia Warriors de la recién creada BAA, equipo que acabó proclamándose campeón, tras derrotar en las finales a los Chicago Stags por 4-1. Sheffield colaboró con 3,4 puntos por partido, pero no llegó a jugar en los playoffs.
Al año siguiente fichó por los Lancaster Red Roses de la ABL, donde  promedió 11,8 puntos por partido, hasta que fue traspasado a los Sunbury Mercuries de la EPBL, donde acabó como sexto memor anotador de la liga, con 16,9 puntos por partido. Jugó al año siguiente un partido con los York Victory A.C. antes de retirarse definitivamente.

#### Estadísticas en la BAA

##### Temporada regular
| Temporada | Edad | Equipo                | Liga | P  | TIT | MIN | TC  | TCA | %TC  | 3P | 3PA | %3P | TL  | TLA | %TL  | R.OF. | R.DEF. | REB | ASIS | ROB | TAP | PER | FP  | PTS |
| 1946-47   | 23   | Philadelphia Warriors | BAA  | 22 |     |     | 1.3 | 6.6 | .199 |    |     |     | 0.7 | 1.2 | .615 |       |        |     | 0.2  |     |     |     | 1.5 | 3.4 |
| Total     |      |                       | BAA  | 22 |     |     | 1.3 | 6.6 | .199 |    |     |     | 0.7 | 1.2 | .615 |       |        |     | 0.2  |     |     |     | 1.5 | 3.4 |